# Panogena chromapteris
Panogena chromapteris är en fjärilsart som beskrevs av Butler 1877. Panogena chromapteris ingår i släktet Panogena och familjen svärmare. Inga underarter finns listade i Catalogue of Life.